# Lucien Aimar
Lucien Aimar (Hyères, 28 april 1941) is een voormalig Frans wielrenner en was als professional actief van 1965 tot en met 1973 en behaalde in totaal 34 wegzeges.
Aimar maakte zijn debuut op veertienjarige leeftijd. In 1960 werd hij 3e bij de nationale titelstrijd bij de amateurs. Zijn eerste overwinning als amateur boekte hij twee jaar later in de wegwedstrijd Parijs-Briare.

In 1964 werd hij in de Ronde van de Toekomst tweede: zijn achterstand op de winnaar, de Italiaan Felice Gimondi, bedroeg slechts 42 seconden. Dat verschil was mede ontstaan, nadat Aimar de Belg Jos Spruyt te lijf was gegaan en hij 1 minuut tijdstraf had gekregen.
 Later dat jaar nam hij deel aan de Olympische Spelen wegwedstrijd in Tokyo.
Het jaar daarop kreeg hij een profcontract aangeboden bij de ploeg van Jacques Anquetil. Zonder een etappe te winnen behaalde Aimar in 1966 de eindzege in de Ronde van Frankrijk. Met behulp van Anquetil en Julio Jiménez wist hij in de 17e etappe Jan Janssen uit de gele trui te rijden.
 Aimar behaalde nog drie keer een top-10 plaats in de Ronde van Frankrijk; merkwaardig genoeg werd hij ook drie keer 17e. Hij won de Vierdaagse van Duinkerken (1967) en het nationaal kampioenschap op de weg (1968). In 1973 stopte hij met wielrennen.

## Belangrijkste resultaten
1963
- 2e Wegwedstrijd op de Middellandse Zeespelen

1965
- 3e - Parijs-Camembert
- 4e - Dauphiné Libéré

1966
- 1e - Eindklassement Ronde van Frankrijk
- 1e - Genua-Nice
- 2e - Waalse Pijl
- 5e - Dauphiné Libéré
- 9e - Wereldkampioenschap wielrennen

1967
- 1e - Eindklassement Vierdaagse van Duinkerke
- 1e - etappe 8 Ronde van Frankrijk
- 1e - Mont Faron (tijdrit)
- 2e - Frans kampioenschap wielrennen op de weg, Elite
- 4e - Parijs-Nice
- 6e - Ronde van Frankrijk
- 6e - Parijs-Tours
- 7e - Ronde van Italië

1968
- 1e - Frans kampioen op de weg, Elite
- 7e - Ronde van Frankrijk
- 7e - Parijs-Nice
- 7e - Trofeo Baracchi
- 9e - Ronde van Spanje
- 10e - Wereldkampioenschap

1969
- 4e - Frans kampioenschap wielrennen op de weg, Elite
- 5e - Catalaanse Week
- 5e - Ronde van de Oise

1970
- 1e - etappe 5 Midi Libre
- 1e - Klimmerstrofee
- 2e - Bordeaux-Parijs
- 5e - Parijs-Nice
- 7e - Frans kampioenschap wielrennen op de weg, Elite

1971
- 3e - Rund um den Henninger-Turm
- 4e - Ronde van Corsica
- 5e - Parijs-Nice
- 8e - Frans kampioenschap wielrennen op de weg, Elite
- 9e - Ronde van Frankrijk
- 9e - GP Isbergues
- 10e - Klimmerstrofee

1972
- 9e - Vierdaagse van Duinkerke
- 10e - Ronde van Catalonië

1973
- 1e - etappe 5a Vierdaagse van Duinkerke
- 8e - Klimmerstrofee
- 8e - Bordeaux-Parijs

## Resultaten in voornaamste wedstrijden
| Jaar | Ronde van Italië | Ronde van Frankrijk | Ronde van Spanje |
| ---- | ---------------- | ------------------- | ---------------- |
| 1965 |                  | opgave              | 11e              |
| 1966 |                  | ↑                   |                  |
| 1967 | 7e               | 6e (1)              |                  |
| 1968 |                  | 7e                  | 9e               |
| 1969 |                  | 30e                 |                  |
| 1970 |                  | 17e                 |                  |
| 1971 |                  | 9e                  |                  |
| 1972 |                  | 17e                 |                  |
| 1973 |                  | 17e                 |                  |

| Jaar | Milaan-San Remo | Gent-Wevelgem | Ronde van Vlaanderen | Parijs-Roubaix | Luik-Bast.‑Luik | Ronde van Lombardije | Waalse Pijl | Rund um den Henninger-Turm |  | WK op de weg |  | Wereldranglijsten |
| ---- | --------------- | ------------- | -------------------- | -------------- | --------------- | -------------------- | ----------- | -------------------------- |  | ------------ |  | ----------------- |
| 1965 |                 |               |                      |                |                 | 12e                  |             |                            |  |              |  |                   |
| 1966 | 11e             |               |                      | 27e            |                 | 23e                  | Zilver      |                            |  | 9e           |  | 5e (SPP)          |
| 1967 | 30e             | 18e           | 77e                  | 39e            |                 | 16e                  | 12e         |                            |  |              |  | 7e (SPP)          |
| 1968 | 24e             | 89e           | 13e                  |                |                 |                      |             |                            |  | 10e          |  |                   |
| 1969 | 25e             |               |                      |                |                 | 24e                  |             |                            |  |              |  |                   |
| 1970 |                 |               |                      | 19e            |                 |                      | 18e         |                            |  |              |  |                   |
| 1971 | 13e             |               |                      | 33e            | 14e             |                      | 52e         | Brons                      |  |              |  | 21e (SPP)         |
| 1972 | 44e             | 44e           |                      | 30e            | 20e             |                      | 38e         | 15e                        |  |              |  |                   |
| 1973 |                 |               |                      |                |                 |                      |             |                            |  |              |  |                   |

## Trivia
In 1967 werd Désiré Letort Frans kampioen voor Lucien Aimar. Letort werd echter positief bevonden na dopingcontrole en het kampioenschap werd aan Aimar toegekend. Hij weigerde echter de kampioenstrui te dragen en kreeg daarvoor een boete van 500 Franc per dag dat hij de trui niet droeg van de Franse bond. Hij vocht de zaak aan en behoefde uiteindelijk de boetes niet te betalen.